# Jamaica i olympiska vinterspelen 1992
Jamaica deltog med fem deltagare vid de olympiska vinterspelen 1992 i Albertville. Ingen av landets deltagare erövrade någon medalj.

## Bob
- Chris Stokes
- Dudley Stokes
- Devon Harris
- Ricky McIntosh
- Michael White